# دريك فارسي

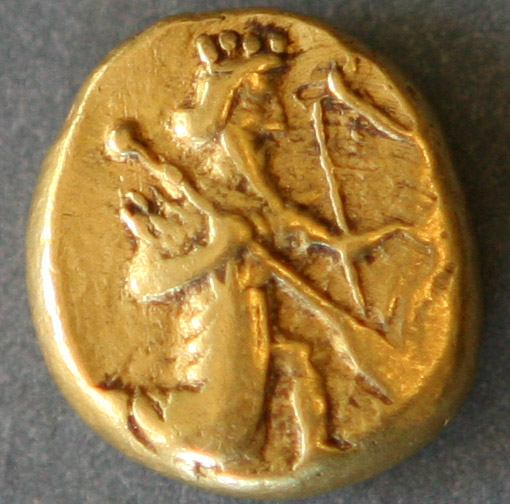
دريك أخميني حوالي 490 ق.م..

الدريك الفارسي (فارسي: دریک، عبري:דרכמון إنجليزي: daric) هي عملة معدنية نقدية كانت مستخدمة في الامبراطورية الفارسية. وكانت قطعة ممتازة من الذهب، بنقاء ذهبي يبلغ 95.83%. ويبلغ معدل وزن إحداها قرابة 8.4 غرام، وكانت تحمل صورة الملك الفارسي أو محارب عظيم مسلح بقوس ونشاب، إلا أن التصوير غير معروف على وجه التحديد. وقد استحدث هذا النقد على يد داريوس الأعظم ملك فارس ما بين عامي 522 ق.م. و486 ق.م. وانتهت مع فتوحات الإسكندر الأكبر عام 330 ق.م. ومع غزو الإسكندر لامبراطورية الفرس، تم صهرم وإعادة سكهم كقطع نقدية خاصة لامبراطورية الإسكندر. وهذا هو السبب الرئيس الذي يفسّر ندرتهم رغم سعة انتشار تداولها في ذلك الزمن.
ومع نهاية القرن الخامس قبل الميلاد، قرر مرزبانات الفرس في آسيا الصغرى أن يسكّوا قطعهم النقدية الخاصة. وقد اعتبر داريوس ذلك تعدٍّ يعاقب عليه بعقوبة الموت، لأن سك النقود هي من الصلاحيات التي يختص بها الملك لا غير. إن الآثار المتعلقة بالعمل المعدنية لا تسمح بالتعرف على الصور المسكوكة على قطعة الدريك بأي شيء غير صورة الملك، فهي كانت صورة تبناها داريوس كتعبير ديناميكي عن قوة سلكانه لإصدار قطعته تلك.

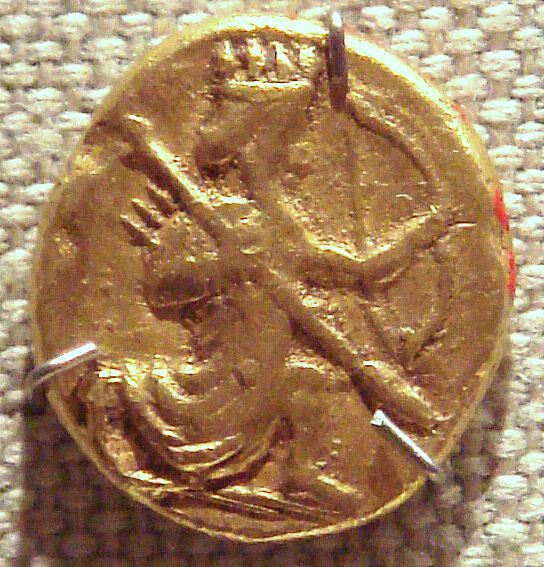
دريك أخميني من القرن الرابع قبل الميلاد.

وقد ذكرت هذه العملة المعدنية بضع مرّات في العهد القديم مع احتكاك بني إسرائيل ببابل عندما غزاهم الفرس. وقد جاء سفر أخبار الأيام الأول (الأصحاح التاسع والعشرين، الآية السابعة) على ذكر حادثة طلب فيها داوود الملك النبي جمعاً من الناس أن يتبرّعوا لبناء الهيكل. فقدّم الناس بكل سخاء لرفع بيت الله خمسة آلاف طالناً وعشرة آلاف دريك (وهي لم تذكر بهذه اللفظة في الترجمة العربية بل ذكرت درهما بالعربي وذكرت دريك في أصلها وترجماتها الأخرى) من الذهب، وعشرة آلاف طالناً من الفضة، وثمانية آلاف طالناً من البرونز، ومئة ألف طالنا من الحديد. وبما أن حكم داوود يُعتقد أنه كان بين عامي 1048 و 1007 ق.م. وفقاً لأخبار العهد القديم، فإن ذكر الداريك يأتي إما على شكل مفارقة تاريخية في استخدام الكلمة، أو تحويل من قبل الكاتب أو المترجم لاستخدام وحدة معروفة للقارئ.
وفي الأزمان القديمة كانت القطعة المعدنية تُكنّى بـ «الرامي». فعلى سبيل المثال، قال أجيسيلاوس أنه طرد من آسيا بثلاثين ألف رامي، قاصداً الرشوة التي وزّعها عليه الملك الفارسي.
وهنالك أيضاً دريك مزدوج أصدره داريوش الثالث بين العامين 350 ق.م. و 330 ق.م. لكن المعلومات حولها شحيحة جداً.
وقد اعتقد البعض، كالإغريق القدماء أن اسمها مشتق من اسم داريوس، ولكن في الواقع، فإن اسمها هو مشتق من الكلمة الفارسية لـ «الذهب» فيه في الأصل اللغوي للفارسية الوسطى: زاريگ.